# Whitney Hedgepeth
Whitney Hedgepeth (n. 19 martie 1971, Charlottesville, Virginia, SUA) este o înotătoare americană, medaliată olimpică. A participat la 2 ediții ale Jocurilor Olimpice (1988, 1996) în care a câștigat două medalii de aur și două medalii de argint.